# Rio Camaço
O rio Camaço é um curso de água que banha o estado da Paraíba, Brasil.